# ቐ
Cette page contient des caractères éthiopiques. En cas de problème, consultez Aide:Unicode ou testez votre navigateur.
ቐ (« qhä ») est un caractère utilisé dans l'alphasyllabaire éthiopien comme symbole de base pour représenter les syllabes débutant par le son /kʼʲ/ notamment dans les langues gouragué.

## Usage
L'écriture éthiopienne est un alphasyllabaire ou chaque symbole correspond à une combinaison consonne + voyelle, organisé sur un symbole de base correspondant à la consonne et modifié par la voyelle. ቐ correspond à la consonne « qh » (ainsi qu'à la syllabe de base « qhä »). Les différentes modifications du caractères sont les suivantes :
- ቐ : « qhä »
- ቑ : « qhu »
- ቒ : « qhi »
- ቓ : « qha »
- ቔ : « qhé »
- ቕ : « qhe »
- ቖ : « qho »

## Historique
Le caractère ቐ est dérivé du caractère ቀ, représentant sa palatalisation.

## Variantes
ቐ peut être muni d'un signe pour en modifier le son :
- ቘ, variante labialisée.

## Représentation informatique
- Dans la norme Unicode, les caractères sont représentés dans la table relative à l'éthiopien[1] :
  - ቐ : U+1250, « syllabe éthiopienne qhä »
  - ቑ : U+1251, « syllabe éthiopienne qhou »
  - ቒ : U+1252, « syllabe éthiopienne qhi »
  - ቓ : U+1253, « syllabe éthiopienne qha »
  - ቔ : U+1254, « syllabe éthiopienne qhé »
  - ቕ : U+1255, « syllabe éthiopienne qhe »
  - ቖ : U+1256, « syllabe éthiopienne qho »